# Nikolaj Læsø
Nikolaj Læsø Dueholm Christensen, más conocido como Nikolaj Læsø, (Aarhus, 15 de noviembre de 1996) es un jugador de balonmano danés que juega de lateral izquierdo en el Bjerringbro-Silkeborg. Es internacional con la selección de balonmano de Dinamarca.
Con la selección disputó su primer gran campeonato en el Campeonato Mundial de Balonmano Masculino de 2021, en el que su selección consiguió la medalla de oro.

## Palmarés

### Selección nacional
| Campeonato Mundial | Campeonato Mundial | Campeonato Mundial | Campeonato Mundial |
| Año                | Lugar              | Medalla            |                    |
| ------------------ | ------------------ | ------------------ | ------------------ |
| 2021               | Egipto             | Medalla de oro     |                    |

### Aalborg
- Liga danesa de balonmano (1): 2021
- Copa de Dinamarca de balonmano (1): 2021

### Oporto
- Liga de Portugal de balonmano (1): 2023

## Clubes
| Club                  | País      | Año         |
| --------------------- | --------- | ----------- |
| Odder Håndbold        | Dinamarca | - 2017      |
| Århus GF              | Dinamarca | 2017 - 2020 |
| Aalborg HB            | Dinamarca | 2020 - 2022 |
| FC Oporto             | Portugal  | 2022 - 2024 |
| Bjerringbro-Silkeborg | Dinamarca | 2024 - Act. |